# Cromossoma 17

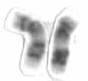
Par de cromossoma 17

O cromossoma 17 é um dos 23 pares de cromossomas do cariótipo humano.

## Genes
- BRCA1

## Doenças
- Neurofibromatose tipo 1
- Cancro de mama
- Cancro de bexiga